# Front de Pomes Alemanyes
El Front de Pomes Alemanyes (en alemany Front Deutscher Äpfel, abreujat F.D.Ä) o també Apfelfront (Front Pomes) és una organització alemanya fundada a Leipzig el 2004
amb l'objectiu de parodiar els partits d'extrema dreta, en especial el Partit Nacional Demòcrata d'Alemanya. El front, tot reproduint l'estructura organitzativa dels partits als quals parodia, està dividit de subgrups com el de les Fruites Fresques Nacionals d'Alemanya (Nationales Frischobst Deutschland; NFD) format per la secció jove o la Lliga de Peres Toves (Bund weicher Birnen; B.W.B.), format per dones i que fa referència, entre d'altres, a l'expressió alemanya "eine weiche Birne haben" ("tenir una pera tova"), usat en referència a algú molt estúpid.